# Roswell, Little Green Man
Roswell, Little Green Man , conocida en España como "Roswell, el pequeño hombrecito verde" fue una serie de cómics estadounidense de temática humorística y de ciencia ficción.
Editada por Bongo Comics, estuvo escrita y dibujada por el artista estadounidense Bill Morrison, creador del concepto y de los personajes de la serie y, cofundador, junto con el también dibujante Matt Groening, de la editorial Bongo Comics. 

Destacó por ser la primera serie original de Bongo Comics, el primer material ajeno al trabajo de Groening en ser publicado por esta  editorial.

## Producción
La serie constó de seis números completos y de un séptimo que se publicó serializado (en cuatro partes) como complemento en las páginas de Simpson Comics, que aparecieron entre 1996 y 1999. 
 
Es una de las obras más personales de Morrison, en la que ejerce de ilustrador y escritor, considerando, incluso la autopublicación, si se tiene en cuenta que lo hizo a través de una editorial de su propiedad.

## Ediciones
| # | Lanzamiento     | Historias                                           | Creador, escritor y artista | Pags. |
| - | --------------- | --------------------------------------------------- | --------------------------- | ----- |
| 1 | octubre de 1996 | "The Untold Story"                                  | Bill Morrison               | 20    |
| 1 | octubre de 1996 | "The Recipes of Roswell"                            | Bill Morrison               | 2     |
| 2 | 1996            | "Episode II Friends & Enemies"                      | Bill Morrison               | 28    |
| 3 | 1997            | "Episode III Happily Ever Aftermath"                | Bill Morrison               | 25    |
| 4 | 1997            | "'M' is for... Movies, Monsters Murder and Mutato!" | Bill Morrison               | 25    |
| 5 | 1998            | "Who's Soggy Now?"                                  | Bill Morrison               | 25    |
| 5 | 1998            | "1947 Calendar"                                     | Bill Morrison               | 2     |
| 6 | 1998            | "All In Color For A Crime"                          | Bill Morrison               | 25    |

## Otras publicaciones
| Título                                            | Lanzamiento | Historias               | Creador, escritor y artista | Pags. |
| ------------------------------------------------- | ----------- | ----------------------- | --------------------------- | ----- |
| "Comic Library International #7 Big Space Comics" | 2001        | "It's A Woman's World!" | Bill Morrison               | 8     |